# Symplocos subandina
Symplocos subandina är en tvåhjärtbladig växtart som beskrevs av B. Ståhl. Symplocos subandina ingår i släktet Symplocos och familjen Symplocaceae. Inga underarter finns listade i Catalogue of Life.